# Institut universitaire de technologie de Lille
 (décembre 2022).
L'Institut universitaire de technologie de Lille (ou IUT de Lille) est un institut interne à l'Université de Lille. Il est situé sur trois sites distincts de la Métropole européenne de Lille : Villeneuve-d'Ascq (campus Cité scientifique), Roubaix (campus de la gare) et Tourcoing. Il accueille près de 4400 étudiants (2200 sur le site de Villeneuve-d'Ascq, 1400 sur le site de Roubaix, 800 sur le site de Tourcoing).

Il propose une offre pluridisciplinaire et très professionnalisante et délivre principalement des diplômes de BUT et licences professionnelles, ainsi qu'un master. Une part importante est consacrée à la formation continue et à l'alternance.

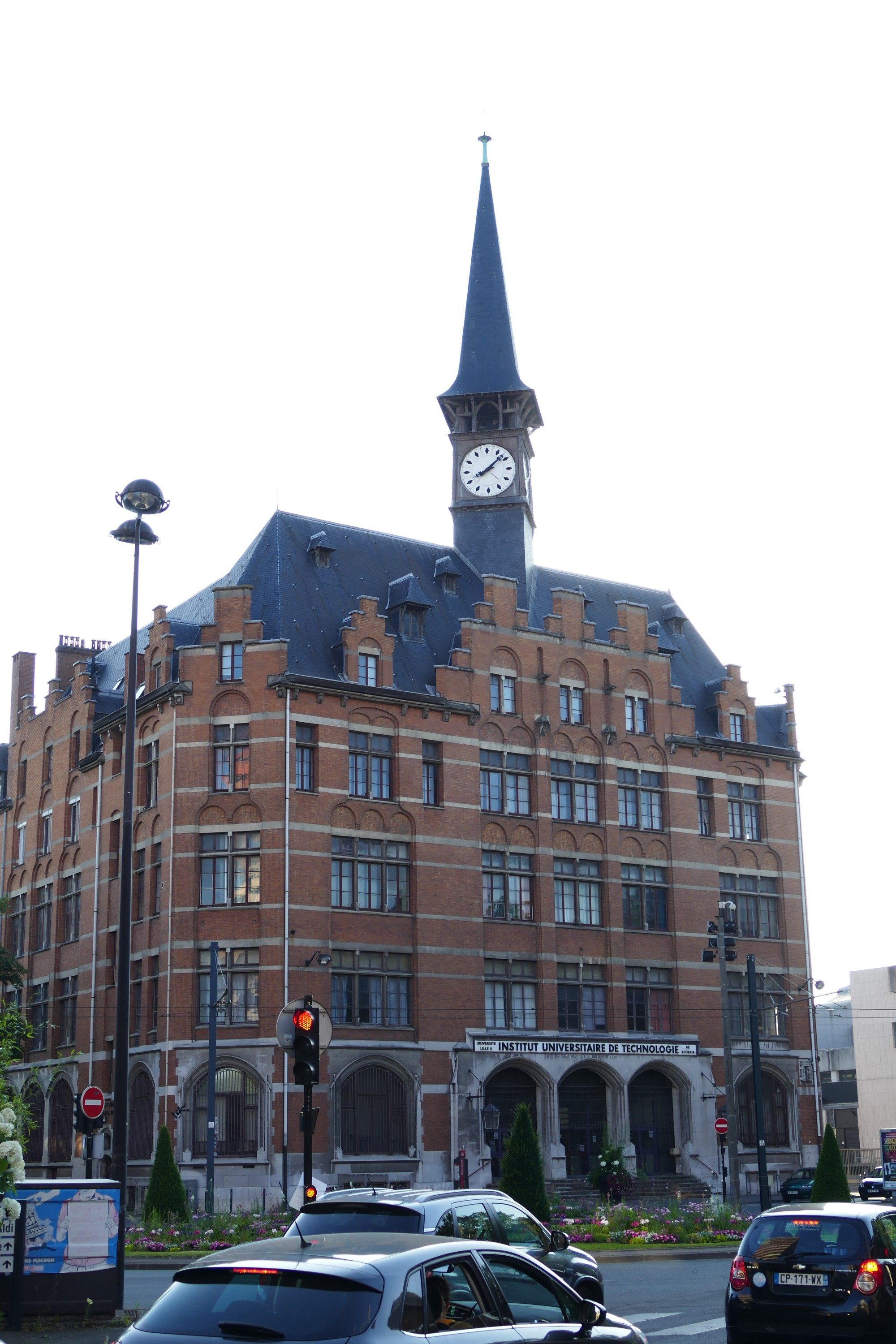
Locaux historiques de l'IUT, site de Roubaix.

## HISTOIRE
Les IUT de Lille sont créés progressivement à partir de 1966. Ils sont à l'origine 3 IUT indépendants : l'IUT A de Villeneuve-d'Ascq (composante de l'Université Lille 1 dans le domaine des sciences, technologies, santé), l'IUT B de Tourcoing (composante de l'Université Lille 3 dans le domaine des sciences humaines et sociales), et l'IUT C de Roubaix (composante de l'Université Lille 2 dans le domaine droit, économie, gestion).
Les 3 universités ont fusionné en janvier 2018 pour former de nouveau l'historique Université de Lille, et les 3 IUT ont fusionné en février 2021 pour former l'IUT de Lille, réparti désormais sur 3 sites (on parle depuis de l'IUT de Lille, site de Villeneuve-d'Ascq; de l'IUT de Lille, site de Tourcoing; et de l'IUT de Lille, site de Roubaix),.
Historiquement, le bâtiment du site de Roubaix se trouvait au Rond-Point de l'Europe à Roubaix. Cependant des locaux neufs pour le site de Roubaix sont inaugurés à l'Avenue des Nations-Unies fin 2018, au cœur du nouveau campus de la gare de Roubaix de l'Université de Lille.
En septembre 2022 et en hommage à Samuel Paty, enseignant assassiné à la sortie de son collège le 16 octobre 2020, l'IUT de Lille renomme l'un de ses amphithéâtres du site de Tourcoing.

## Offre de formation et diplômes
L'offre est répartie au sein de plusieurs départements de formation couvrant tous les champs disciplinaires sur les trois sites : Carrières juridiques; Science des données; Techniques de commercialisation; Carrières sociales; Information et communication; Management de la logistique et des transports; Chimie; Génie biologique; Génie électrique et informatique industrielle; Génie mécanique et productique; Gestion des entreprises et des administrations; Informatique; Mesures Physiques.
L'IUT de Lille délivre ainsi principalement plusieurs BUT (bachelors universitaires de technologie),, et plusieurs licences professionnelles.
Un diplôme national de master de deux années est enseigné à l'IUT de Lille dans le domaine des sciences, technologies, santé, sur le site de Villeneuve-d'Ascq (campus Cité scientifique). L'accès est fortement sélectif. L'équipe pédagogique du master est composée d'enseignants-chercheurs de l'IUT de Lille, de Polytech Lille et de la faculté des sciences de l'Université, ainsi que de nombreux intervenants professionnels. Plusieurs associations étudiantes sont liées à ce master,. Ce master permet de former des cadres/ingénieurs/responsables de niveau bac+5 en QHSE, :
- master Qualité, Hygiène, Sécurité, Environnement (QHSE)
  - spécialité : Systèmes de management intégrés dans les organisations industrielles